# Alcis klapperichi
Alcis klapperichi är en fjärilsart som beskrevs av Edward P. Wiltshire 1961. Alcis klapperichi ingår i släktet Alcis och familjen mätare. Inga underarter finns listade i Catalogue of Life.